# Зец, Сафет
Сафет Зец (босн. Safet Zec; род. 5 декабря 1943, Рогатица, Босния и Герцеговина) — боснийский художник и графический дизайнер.

## Биография
Зец родился в городе Рогатица, в семье боснийцев. Он окончил Школу прикладных искусств в Сараево в 1964 году. В 1969 году Зец окончил Университет изобразительных искусств в Белграде, а затем в 1972 году закончил аспирантуру в том же университете.
В 70-е года Зец стал одним из главных представителей поэтического реализма. До 1989 года он жил и работал в Белграде со своей семьей, прежде чем вернулся в Сараево. Он покинул Сараево в 1992 году из-за Войны в Боснии и Герцеговине и бежал в Удине. Он был одним из самых известных художников в Югославии в начале 90-х.
Зец подготовил более 70 персональных выставок в Боснии и Герцеговине и в крупных городах по всему миру. Он также является членом Ассоциации визуальных художников Боснии и Герцеговины'. Он завоевал более 20 наград и получил признание за свою работу. В 2007 году он был награжден Орденом искусств и литературы Франции. Его работы находятся в крупных европейских и международных галереях, а также в частных коллекциях.

## Работы
- Комната моей сестры
- Домик Бакаревича
- Большая комната
- Дома и листва
- Окна
- Большой дом в Бистрике, которого больше нет
- Серия картин Сребреница
- Хлеб милосердия